# Besse-et-Saint-Anastaise
Besse-et-Saint-Anastaise ist eine französische Gemeinde mit 1445 Einwohnern (Stand 1. Januar 2022) im Département Puy-de-Dôme in der Region Auvergne-Rhône-Alpes. Sie gehört zum Arrondissement Issoire und zum Kanton Le Sancy.

## Geographie
Die Gemeinde liegt am Puy de Sancy in den Monts Dore am Regionalen Naturpark Volcans d’Auvergne. Hierher führen die Departementstraßen 36, 149 und 978. Das sechs Kilometer entfernte Wintersportzentrum Super Besse gehört zur Gemeinde.
Das Gebiet wird vom Fluss Couze Pavin entwässert.

## Geschichte
Der Marktflecken erscheint um 1050 in der Geschichte; er entwickelte sich um ein Stift, dessen Kirche sich erhalten hat. Im Mai 1270 gewährte Bernard VII. de la Tour die Stadtrechte. Der Ort gewann als Handelsplatz im Mittelalter immer mehr an Bedeutung; die Renaissancebauten sind Ausdruck des Wohlstandes des 15. und 16. Jahrhunderts. Heute ist der Ort Ausgangspunkt für wintersportliche Aktivitäten und im Sommer für Wanderungen in der bergigen Gegend.
Am 2. April 1961 benannte sich Besse in Besse-en-Chandesse um. Am 1. Juli 1973 erfolgte eine nochmalige Umbenennung durch Fusion mit dem Ort Saint-Anastaise zum heutigen Besse-et-Saint-Anastaise. Durchgesetzt hat sich diese Bezeichnung noch nicht zur Gänze; selbst in jüngsten Reiseführern und im Internet kann man vielfach noch die Bezeichnung Besse-en-Chandesse finden.

## Sehenswürdigkeiten
- Ehemalige Stiftskirche Saint-André, romanisch und gotisch (ab 12. Jahrhundert), Chor von 1555 (1822 restauriert), sehenswerte figürlich gearbeitete Kapitelle, schönes Chorgestühl
- Altstadt mit Bauten des 15. und 16. Jahrhunderts aus schwarzem Lava-Gestein
  - Maison dite de la Reine Margot, „Haus der Königin Margot“, Herrenhaus aus dem 15/16. Jh. (Renaissance) mit Treppentürmchen und schön skulptierten Portalen
- Château du Bailli, Reste der Festungsmauer
- Maison des Consuls
- Manoir Sainte Marie des Remparts
- Porte de ville, Stadttor (16. Jahrhundert)
- Beffroy (Uhrturm)
- Maison de l’Eau et de la Pêche (Haus des Wassers und des Fischfangs)

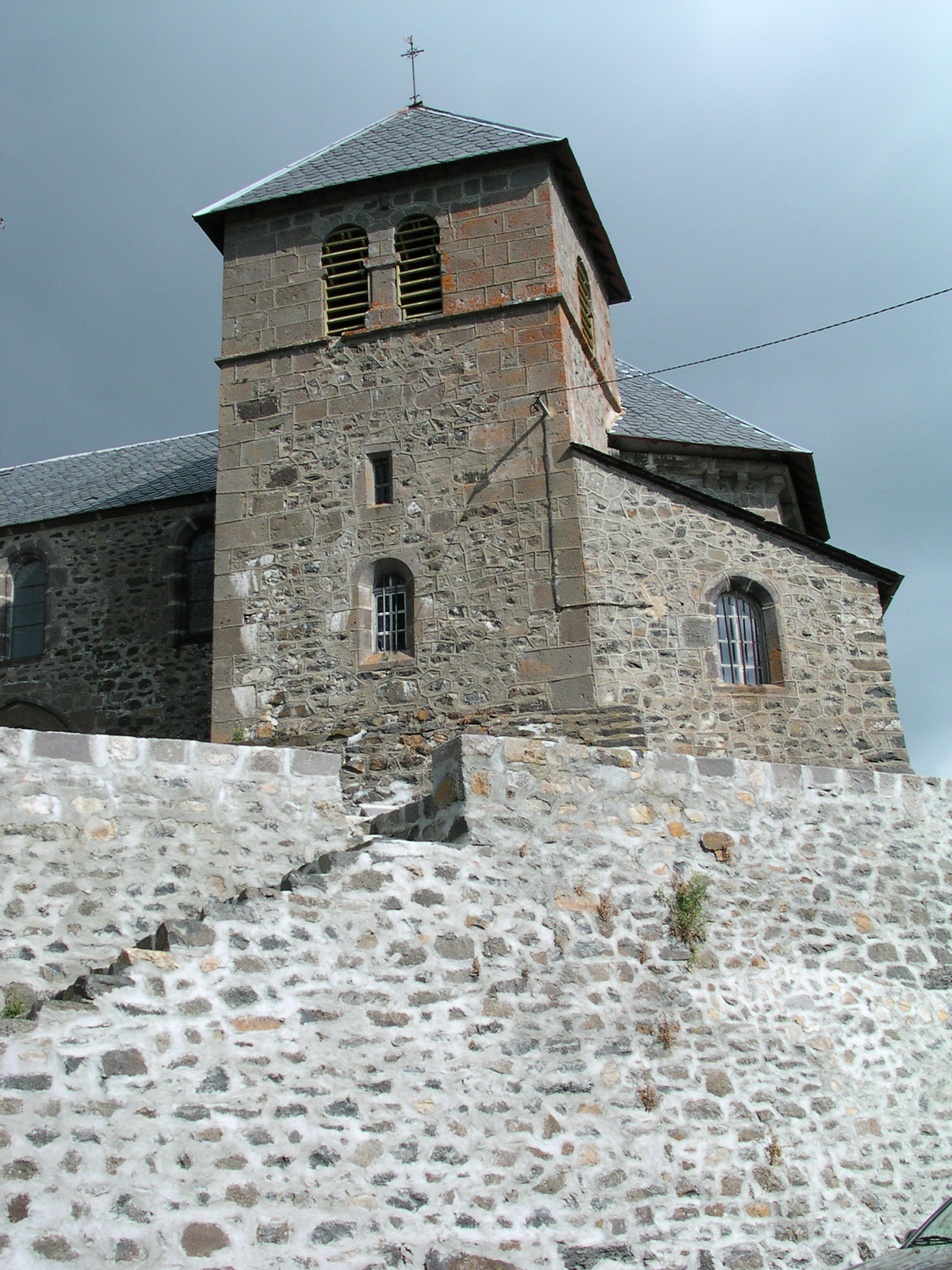
Kirche Saint-André
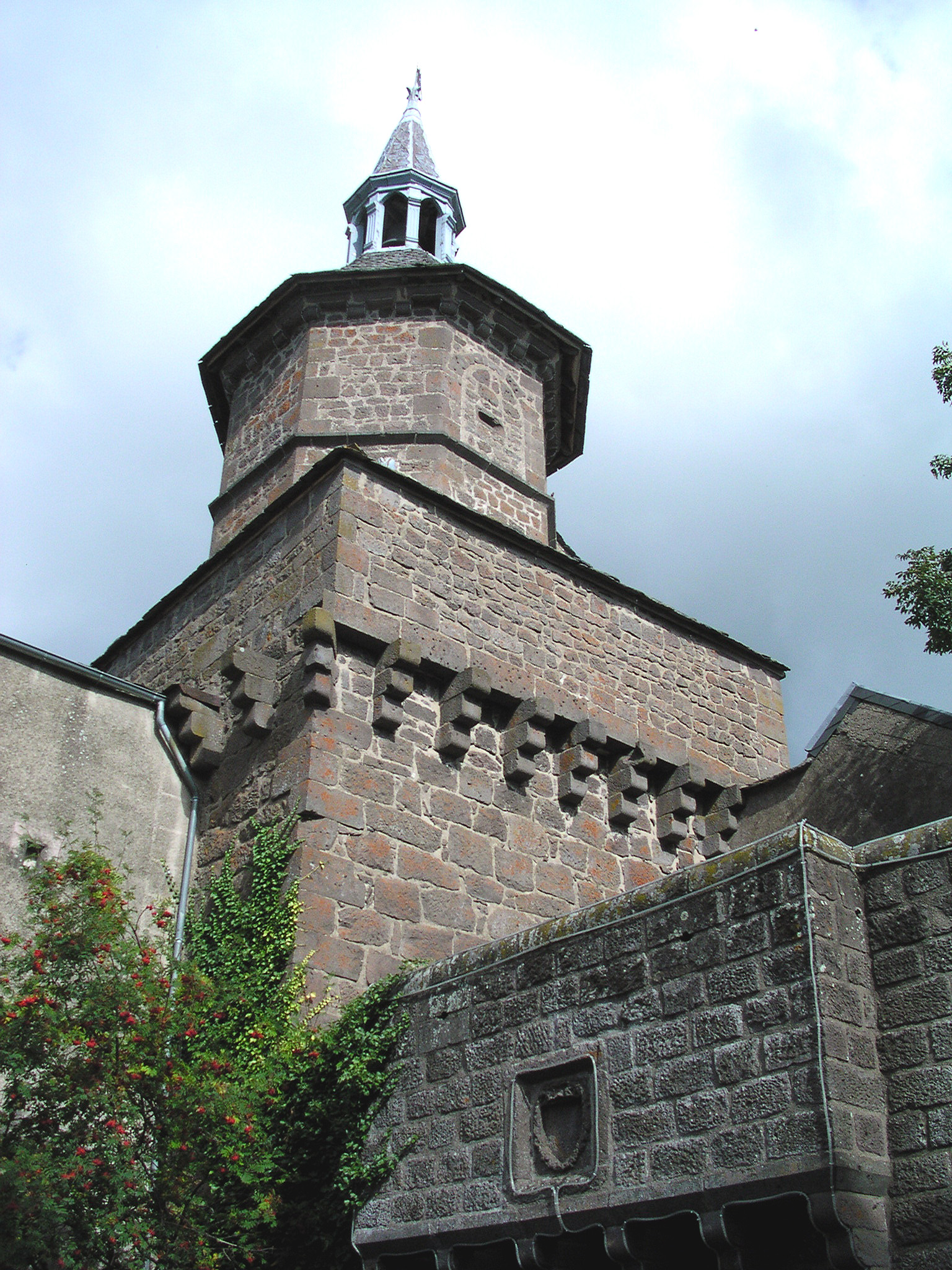
Uhrturm